# A három Villani krónikája
A három Villani krónikája egy XIV. századi firenzei olasz nyelvű krónika neve, melyet Giovanni, Matteo és Filippo Villani guelf érzelmű polgárok írtak városuk történetéről. Madarász Imre irodalomtörténész az általában a Dante, Bocaccio és Petrarca nevével fémjelzett trecento mellett a “kisebb trecento” szerzői közé sorolja őket. A kortárs firenzei ghibellin Dino Compagni mellett a Villaniak krónikája az egyik legfontosabb forrás Firenze korai reneszánsz történetéről. A csaknem kortárs Froissart lovagi szemléletű történeti művével szemben a Villaniak krónikájában megjelennek a tudományos történetírás elemei.

## A Villani testvérek

### Giovanni
Giovanni Villani (1275 körül – 1348) Villani Stoldó firenzei kereskedő második házasságából származó fia volt. Életéről jórészt csak annyit tudunk, amennyit maga elmesél krónikájában, illetve amennyit az egyes általa kötött szerződések elárulnak. 1300-ban betársult a Peruzzi bankházba, és ennek képviseletében előbb Rómában tartózkodott 1300-1301 folyamán, majd a későbbiekben kereskedelmi tárgyalásokat folytatott Svájcban, végül Flandriában, elsősorban Brugges-ben képviselte a bankház érdekeit. 1307-ben visszatért Firenzébe, ekkortól kezdve kezdte írni történeti művét.
Krónikája megkezdéséhez az inspirációt az 1300. évre meghirdetett Szentévből merítette. Villani krónikájában beszámol arról, hogy a századforduló közeledtével az emberek hangulata megváltozott, amit tükröztek a megsokasodott építkezések. Az irodalmi művek száma is megnőtt: a Szentév inspiráló hatását tükrözi Dante Isteni Színjátéka, mely 1300 Nagypéntekén veszi kezdetét, valamint Dino Compagni is az 1300-as év hatására kezdi művét.
{269} VIII. 9. Mikor alapították a Santa Reparata főtemplomát? Az említett 1294. évben, amikor Firenze városa elég nyugalmas állapotban volt, mivel Giano della Bella újításai megváltoztatták a nép sorsát, a polgárok megállapodtak abban, hogy megújítják Firenze főtemplomát, amely egy ekkora városhoz képest igen bárdolatlan formájú és kicsiny volt, és elhatározták, hogy megnagyobbítják hátrafelé, s egészen márványból és faragott figurákkal csinálják. És nagy ünnepélyességgel tették le az alapkövet Szűz Mária szeptemberi napján a pápa kardinális legátusa és a püspökök, s ott volt a podesta és a capitano s a priorok meg Firenze minden rendű urai, és Isten és Szűz Mária tiszteletére szentelték, Santa Maria del Fiorénak nevezvén, noha a nép soha nem felejtette el első nevét, a Santa Reparatát. És elrendeltek a község számára egy minden font után fizetendő négydénáros adót az említett templom építkezésére és munkájára, amit a község kincstárából kell kifizetni, valamint fejenként 2 soldót. És az említett legátus és a püspökök nagy indulgenciákat és bűnbocsánatokat hirdettek mindenkinek, aki segédkezett és adakozott.
VIII. 26. Mikor kezdték el Firenze népének palotáját, ahol a priorok laknak? Az említett 1298. évben kezdték alapítani a priorok palotáját Firenze községe és népe számára azoknak az újításoknak a folytán, amelyeket a nép és a nagyok között bevezettek, mivel gyakran volt a gyűlölködés és a zendülés helye, két hónappal azután, hogy a két párt megújította a priorátust, amelyet a hetek már elkezdtek. És a prioroknak, akik a népet és az egész köztársaságot vezették, nem volt hol lakniuk biztonságban, amíg a fehér Cerchik házában laktak a San Brocolo-templom mögött. És ahol az említett palotát elkezdték, ott régen az Ubertiak házai voltak, akik Firenze ellen lázadtak és ghibellinek voltak. És a házaik helyén teret csináltak, hogy soha újjá ne épülhessenek. És más polgárok házait is megvették, köztük a Foraboschiakét, és itt megalapították az említett palotát és a priorok tornyát, amelyet egy több mint ötvenrőfnyi torony fölé építettek. Ez a Foraboschiaké volt, és „a tehén tornyának” nevezték. És mivel az említett palotát nem helyezhették az említett Ubertiak területére, akiknek csináltatniuk kellett, ferdén helyezték el. Nagy hiba volt azonban, hogy nem csinálták szabályos négyszögletűre és messzebb a San Pietro Scheraggio-templomtól.
Giovanni az 1310-es évek végén bekapcsolódott a firenzei közéletbe: többször megválasztották priornak (1316, 1317, 1321). Még 1317-ben a helyi pénzveréséért felelős tisztviselővé is megválasztották: ő rendelte el, hogy írják össze a pénzverdei tisztviselőket, illetve a firenzei érmék és mértékek adatait. A Calimala kereskedőcéh vezetői tisztségét is betöltötte. Giovanni hamarosan kilépett a Peruzziak közül és önálló üzletbe kezdett Buonaccorsiaknál, legkésőbb 1322-ben. Többször járt követként a szomszédos városokban, így közreműködött a Luccával és Pisával kötött békék tető alá hozásában. 1328-ban a nagy éhínség leküzdésében vállalt szerepet, melyről a krónikájában is megemlékezik. 1330 és 1331 között a városi építkezéseket felügyelte – működése idején készítette el Andrea Pisano a Keresztelőkápolna domborműveit. Maga így számol be erről:
X. 77. Mikor kezdték el a San Giovanni bronzkapuit, s fejezték be a firenzei Badia harangtornyát? Az említett 1330. évben kezdték készíteni a San Giovanni bronzkapuit, amelyek igen szépek, s csodás művűek és árúak, és a figurákat viaszba mintázta, majd csiszolta és aranyozta egy bizonyos Andrea Pisano mester, és olvasztókemence tüzénél velencei mesterek öntötték őket. És a szerző a Calimala kereskedőcéhe részéről, akik a San Giovanni építőműhelyének a felügyelői, az említett munka készíttetésének tisztviselője volt.

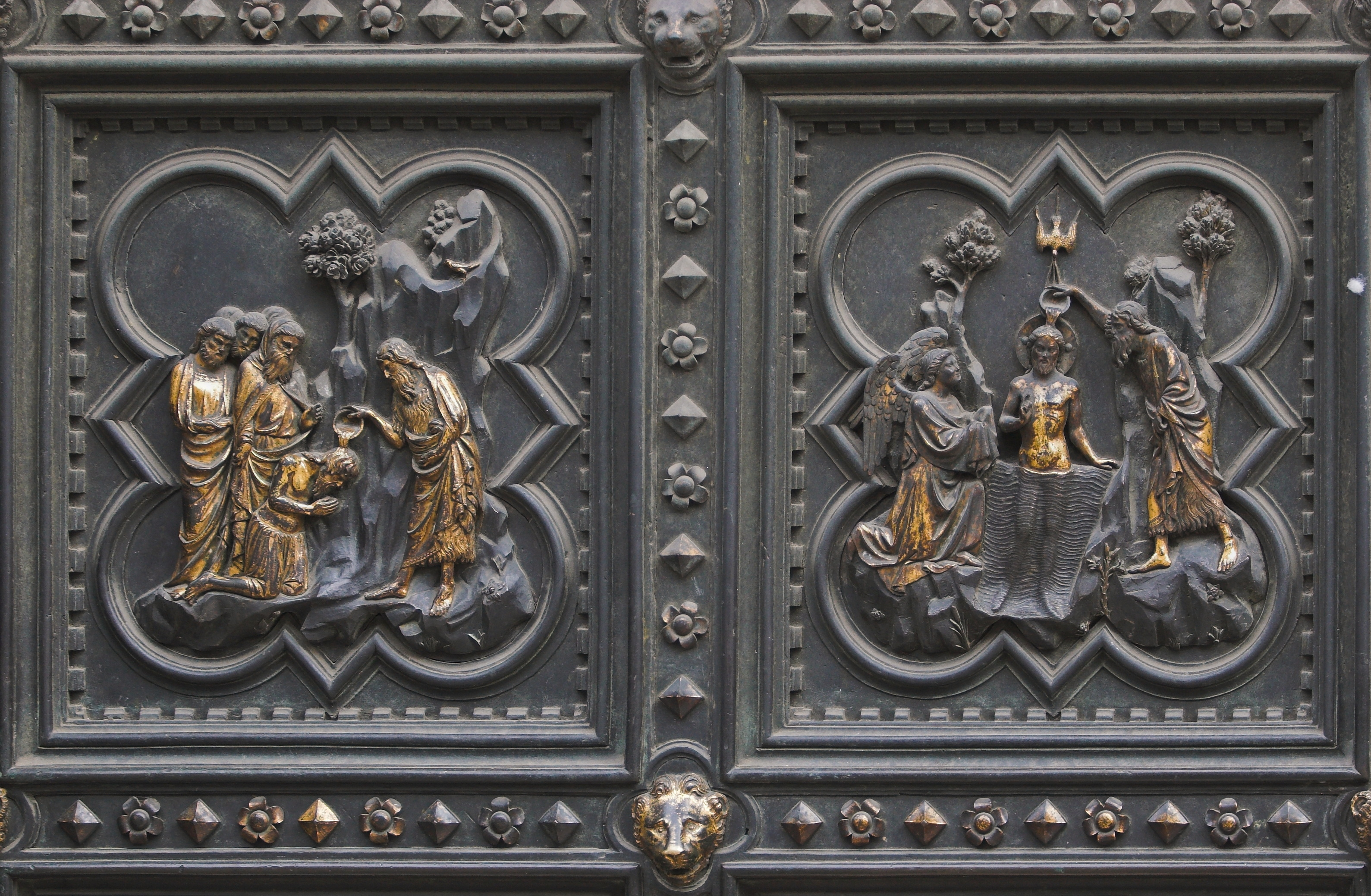
Részlet Andrea Pisano firenzei Keresztelőkápolnájának domborműveiről.

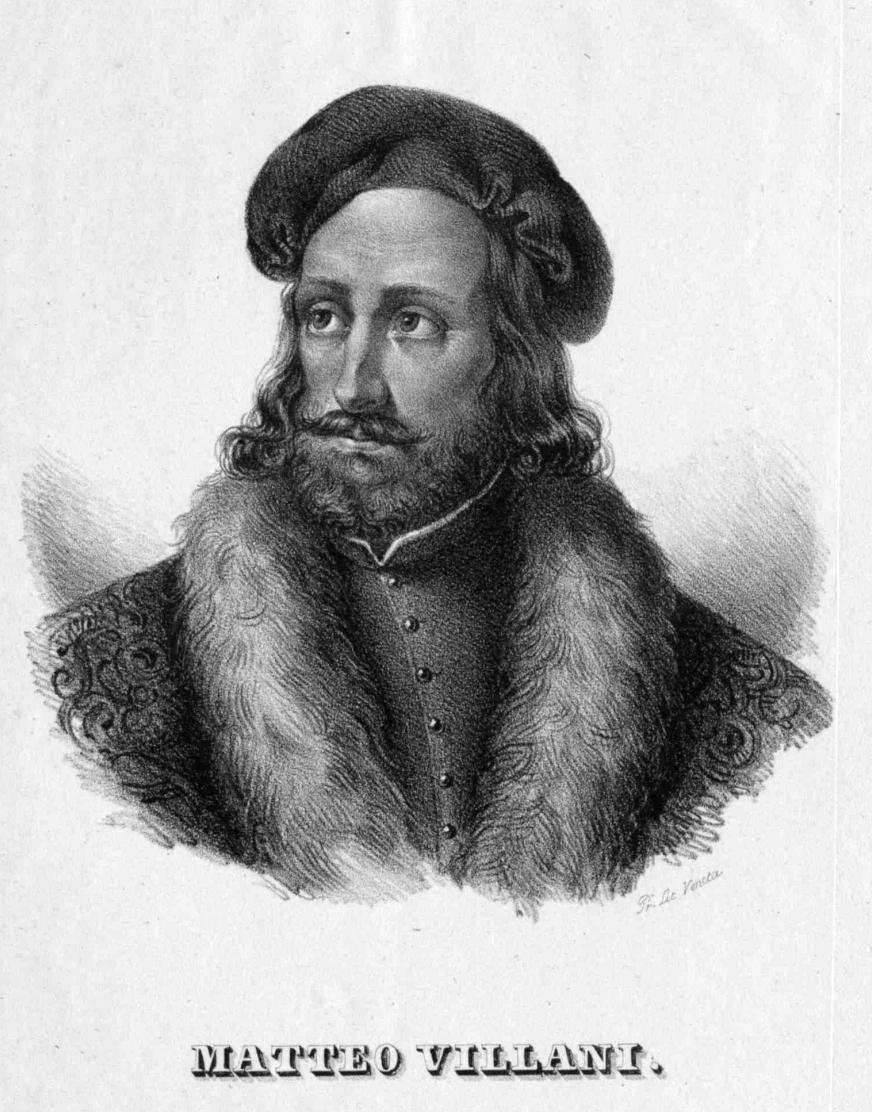
Matteo Villani

1331-ben a városfalakért felelős bizottság tagjaként perbe fogták azzal a váddal, hogy a közpénzeket magáncélokra fordította. A börtönbe zárástól a város új ura, VI. Walter hivatalba lépése mentette meg, de Walter bukása után, 1345-ben belebonyolódott a Bardi bankház és egyéb pénzügyi szereplők csődjébe – az érintett bankházak és kereskedők III. Edward királynak nyújtott és a király által vissza nem térített kölcsönök miatt mentek tönkre. Giovanni emiatt az adósok börtönébe került, de óvadékért cserébe szabadlábra helyezték. Elszegényedve, az 1348-as pestisben halt meg.

### Matteo
Halála után testvére, Matteo folytatta a krónikát. Róla még kevesebbet tudunk, mit Giovanniról: egy 1362-es esemény elbeszélésekor 55 éves közéleti tapasztalatára hivatkozik, 1334-ben pedig saját elbeszélése szerint jelen volt Avignonban, mikor VI. Fülöp francia király megfogadta XXII. János pápának, hogy keresztesháborút indít. Matteo 1363. július 12-én halt meg.

### Filippo

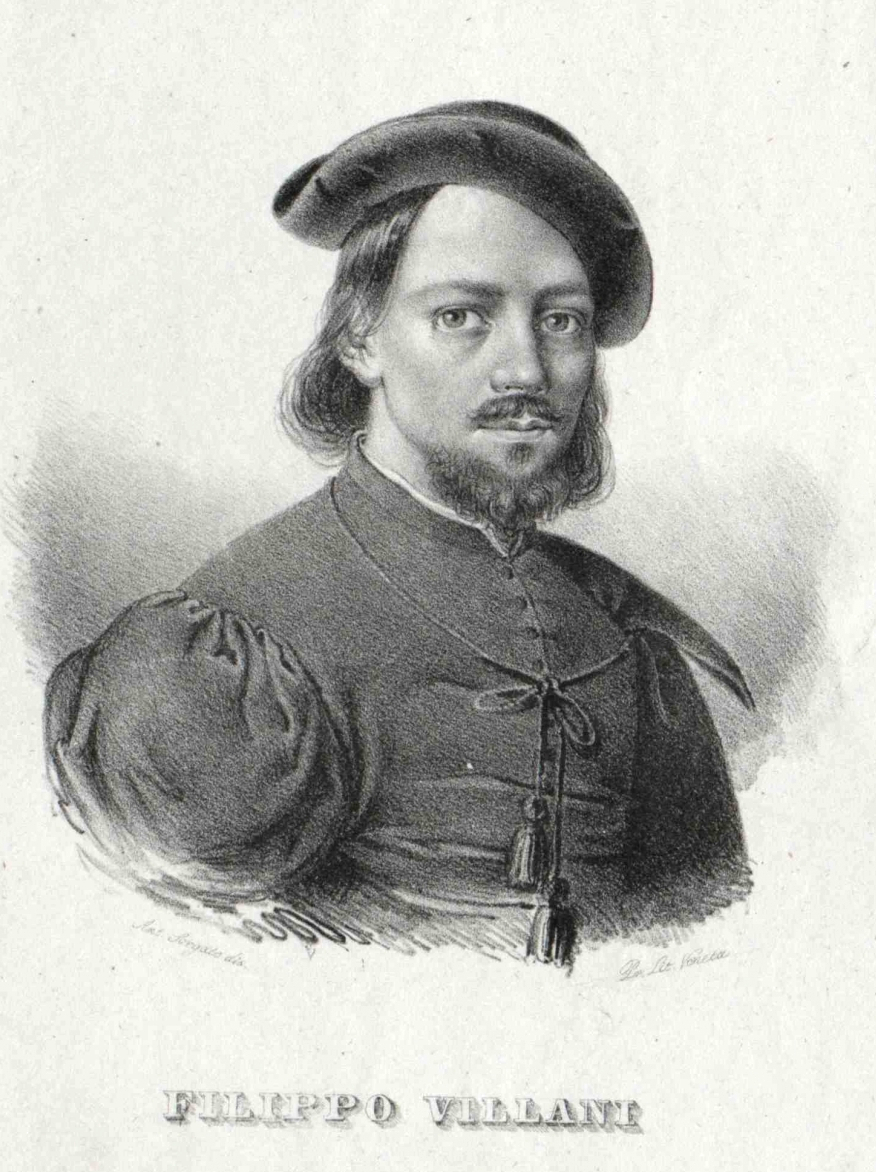
Filippo Villani

A művet végül Filippo, Matteo fia fejezte be. Filippo jogász volt, il Guidico, a bíró melléknévvel illették. A három Villani politikai hovatartozása némiképp vitatott: általában guelfeknek tartják őket, saját guelf szimpátiájukról így számolnak be: “szikla-szilárd alapja Itália szabadságának, ellensége minden zsarnokságnak, úgyhogy ha valamely guelf zsarnokká lesz, szükségszerüleg ghibellinné kell válnia, minélfogva községünk nagy érdeke fenntartani a guelf-pártot” viszont egy későbbi, ghibellin-ellenes törvényt is alkalmaztak Filippora. Egy 1357-es firenzei törvény értelmében ugyanis azok a személyek, akiknek a családjában valaha guibellinek voltak nem vállalhattak hivatali tisztséget. Emiatt Filippo nem is töltött be hivatalt Firenzében, hanem 1376-1381 között Perugia kancellárja volt. Időskorában azonban visszatért Firenzébe, ahol a helyi főiskolán, a Studiolón Dantét magyarázta, illetve nevéhez fűződik Bocaccio első életrajza is. Firenzében csak irodalommal foglalkozott: nagybátyja és apja művének folytatása mellett maga is írt egy kétkötetes latin nyelvű művet Liber de origine civitatis Florentiae et eiusdem famosis civibus címen. Az első könyv Firenzei és római őstörténeti mondákat beszél el, a második rész a híres firenzei polgárokról szól. Van olyan elképzelés, hogy Filippo azért nem folytatta elődei művét, mert a kibontakozó reneszánsz humanizmus műveltségeszménye megváltozott: az anyanyelven, illetve a vulgáris latinsággal írt művek helyett a művelt emberek a klasszikus kori latinsággal írt szövegek létrehozására törekedtek.

## A Krónika
Giovanni műve a Chronika vagy más néven Storia Fiorentina nevet viseli, és 12 kötetben évről évre haladva beszéli el a város történetét – ezt folytatta öccse, Matteo 10 könyvvel kiegészítve azt az 1348-1363 közötti eseményekről szóló leírással. A művet végül Filippo, Matteo fia zárta le 1364-es események, a pisai háború leírásával. Igazi lokálpatrióták voltak, akik Firenze életének legapróbb részletét is örökül hagyták – Dante első életrajzát is ők írták meg. A nemzetközi politika eseményei közül is elsősorban azokat ábrázolják, melyek kihatással vannak városukra. A krónikában sajátosan keverednek a középkori misztika elemei és a kora reneszánsszal megjelenő régi – új elemek.

### Középkori jellegzetességek
A középkorhoz kapcsolja a Villaniakat, hogy a történelemben az isteni akarat megtestesülését látják: aki erényes, az elnyeri méltó jutalmát. Elfogadták az isteni beavatkozást az emberi történelembe. Ismerték és idézték a keresztény történeti és szépirodalmi műveket. Magyarázatukban sok még a csodás és misztikus elem is. A középkori krónikaírás hagyományaihoz kapcsolja a Krónikát az is, hogy Giovanni a középkori történetírás mintájára a bibliai időktől kezdi történetét: Bábel tornyának összeomlásától kezdve meséli el a város történetét saját koráig. Ebben a szemléletükben valószínűleg az is közrejátszott, hogy Giovanni és Matteo a pápaságot a világi hatalmak felett állóknak tartották. Az eltérő hagyományok összehangolását jelzi, hogy mindhárom Villani hangsúlyozza, hogy erkölcsjavító célzattal írnak, az antik erény fogalmát azonban keresztény tartalommal is kitöltik. Matteo nem minden rosszallás nélkül beszéli el az 1348-as nagy pestis utáni fellélegzést, a pestis utáni élvhajhászást, ami hozzájárulhatott a reneszánsz életigenléséhez, valamint a természet újbóli felfedezését, melyet a reneszánsz egyik jellemvonásának tartanak.
A közrendűek hátat fordítottak a megszokott mesterségüknek, és rávetették magukat az ölükbe hullott bőségre … a gyermekek és a közrendű nők, az elhalálozott előkelők mindenféle pompás és drága viseletét magukra öltötték

### Reneszánsz felé mutató jellegzetességek
A reneszánsz antikvitás-tiszteletéhez kapcsolja viszont a Krónikát, hogy a Villaniak a szabadságot és az arany középutat javasolják polgártársaiknak. Számos antik szerzőtől származó műre hivatkoznak, számos ókori auktortól származó idézet olvasható a művükben. Az antikvitás hagyományának továbbvitele tükröződik a szerzők azon elképzelésében, hogy Firenze Róma leánya volt – Róma hanyatlásával annak helyét Firenzének kell elfoglalnia. A Villaniak az apró, arisztokratikus vezetésű városköztársaságok hívei, s folytatva a Livius által a római köztársaságról fenntartott hagyományt, egyaránt élesen kikelnek a lassan megjelenő egyeduralom és a népi mozgalmak ellen.
A jövő történetírása felé mutató elem, hogy középkori legendák mellett gyakran hivatkoznak szemtanúkra, dokumentumokra is, s új elem, a statisztika módszereinek kezdődő alkalmazása, valamint a gazdasági folyamatokra irányuló figyelem: a Villaniak pontos számadatokkal mesélik el történetüket. A Villaniak kétségtelenül elindultak a kora újkori mentalitás irányába, melyet Pierre Chaunu szerint a világ matematizálása, számokkal történő leírása jellemzett (reductio ad mathematicam).
Művükben olvasható a reneszánsz kori művészet legfőbb jellegzetességének, a természet újbóli felfedezésének; az érdeklődés természet felé fordulásának felismerése is.

#### Aranyforint

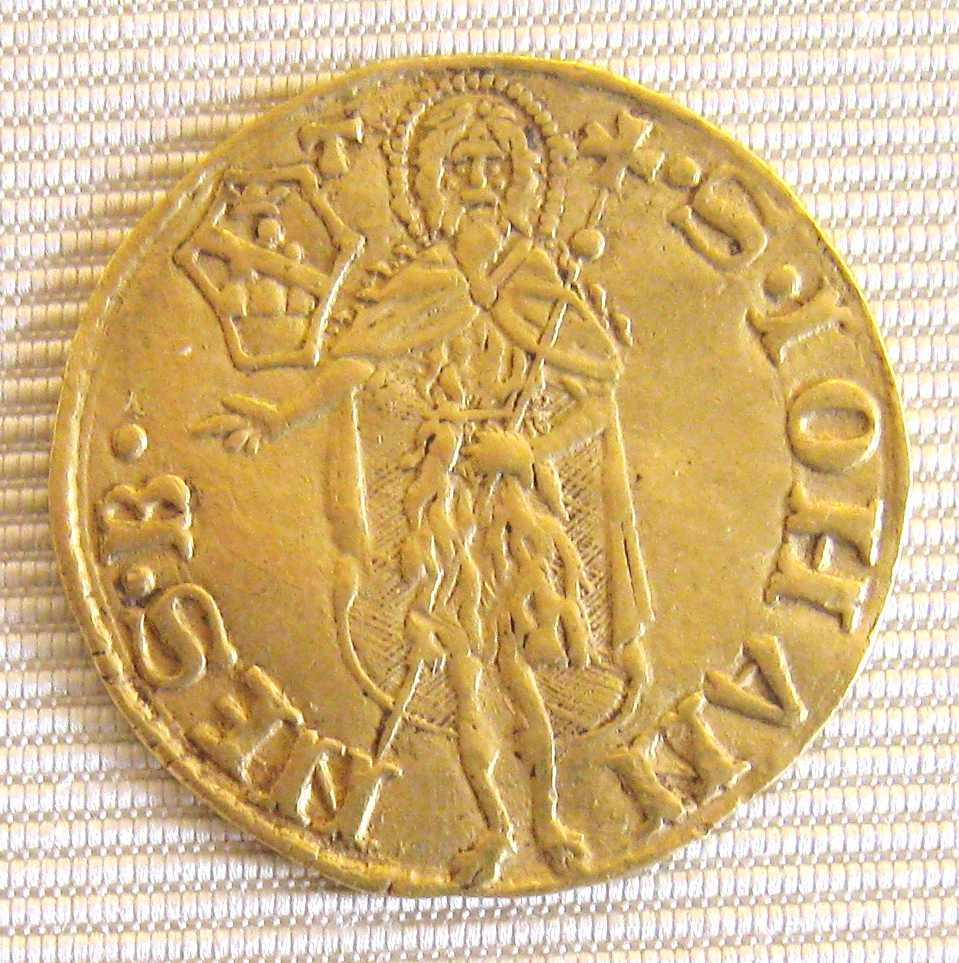
A Fiorino d’oro, azaz a firenzei aranyforint hátlapja. Károly Róbert király ennek alapján verette saját aranyforintját.

A város nagyban emelkedett állásban, gazdagságban, uralmában s a nagy békében, minél fogva a firenzei kereskedők a néppel és a községgel a község dicsőségére elrendelték, hogy Firenzében aranypénzt verjenek, s magukra vállalták az arany beszerzését; mert előbb 12 dénáros ezüstpénzt vertek. Akkor kezdődött a 24 karát finomságú jó pénz, melyet aranyforintnak neveztek, s 20 soldójába számították darabját. S ez a bresciai Filippo degli Ugoni úr idejében volt Krisztus 1252. évének november havában. E forintokból 8 darab nyomott egy unciát, s egyik oldalán egy liliom, a másikon Szent János volt kiverve. A leírt új pénz, az aranyforint révén egy csinos kis történet is adódott, melyet el kell beszélnünk. A mondott aranyforintok kezdtek a világban elterjedni, s Tuniszba és Berberiába is vittek belőlük, és eljutottak a tuniszi király, egy derék, bölcs uralkodó elébe... Midőn látta, hogy keresztény pénzről van szó, a pisai kereskedőkért küldött, kik akkoriban kiváltságosak voltak, s nagy tekintélyük volt a király előtt (sőt, a firenzeiek is pisaiak képében üzérkedtek Tuniszban), s megkérdezte tőlük, hogy milyenféle város a keresztények között az a Firenze, mely e forintokat készíti. A pisaiak erre lekicsinylőleg feleltek, s azt mondták: ők a mi belföldi arabjaink, ami annyit tesz mint a mi hegylakóink; a király bölcsen válaszolt: nemlátszik arab pénznek s ti pisaiak, miféle aranypénzetek van nektek? Ekkor megzavarodtak s nem tudtak mit felelni. Megkérdezte, hogy van-e köztük firenzei, s találkozott itt egy Pera Balducci nevű szerény és bölcs kereskedővel, az Arnón túli negyedből. A király kikérdezte őt Firenze állapotáról és mibenlétéről, melyet a pisaiak a maguk arabjainak állítottak. Ez bölcsen válaszolt, kimutatta Firenze hatalmát s nagyszerűségét, s hogy Pisa sem hatalomban, sem lakosság dolgában felét se teszi Firenzének, s hogy nincsen aranypénzük... A pisaiak ez okból megszégyenültek, a király pedig a forint miatt, bölcs polgártársunk szavai következtében a firenzeieket mentességgel ruházta fel, hogy lakással együtt üzlethelyiségük, templomuk lehessen Tuniszban. Olyan kiváltságokkal ruházta fel őket, mint a pisaiakat.

#### A természet utáni művészet
XI. 12. Mikor kezdték alapozni a Santa Reparata harangtornyát és a Carraia hidat? Az említett évben [1334.] július 16-án kezdték alapozni a Santa Reparata új harangtornyát, a templomnak a San Giovanni térre néző homlokzata mellett. És ennek elvégzésére s az alapkő megáldására ott volt Firenze püspöke, az egész papsággal és a prior urakkal, és más urak, sok néppel, nagy körmenetben. És egészen a talajvízig nagyon erős alapot csináltak. És a Santa Reparata mondott {270} műhelyének fejévé és felügyelőjévé a község Giotto mestert, a mi polgártársunkat tette, aki a festészetben a maga korában fellelhető legfőbb mester volt, aki minden figurát és mozdulatot természet után rajzolt. És a község fizetést adott neki, hogy jutalmazzák erényét és kiválóságát. Ez a Giotto mester Milánóból tért haza, ahová Milánó urának szolgálatára a mi községünk küldte, ez életből 1336. január 8-án távozott, s a község temette el nagy tisztességgel a Santa Reparatában.

## Magyar vonatkozások
Magyarul csak egy válogatás jelent meg a Villaniak művének magyar vonatkozású részeiből és azokról az itáliai eseményekről, melyekről a Villaniakkal ellentétes pártállású Dino Compagni is beszámol – így a két történetírói mű viszonylag pontos képet tükröz arról, hogyan látták a különböző pártállású firenzei polgárok városuk történetét és mindennapjait.

## Magyarul
- A három Villani krónikája; ford., bev., jegyz. Rácz Miklós; Athenaeum, Bp., 1909 (Középkori krónikások)
- A három Villani krónikája; ford., bev., jegyz. Rácz Miklós, szerk. Bárány Attila; Attraktor, Máriabesnyő, 2011 (Scriptores rerum Hungaricarum)